# Lijst van voetbalinterlands Bosnië en Herzegovina - Turkije
Deze lijst van voetbalinterlands is een overzicht van alle officiële voetbalwedstrijden tussen de nationale teams van Bosnië en Herzegovina en Turkije. De landen speelden tot op heden zes keer tegen elkaar. De eerste ontmoeting, een vriendschappelijke wedstrijd, werd gespeeld in Sarajevo op 16 augustus 2000. Het laatste duel, eveneens een vriendschappelijke wedstrijd, vond plaats op 11 oktober 2018 in Rize.

## Wedstrijden
| № | Plaats    | Datum            | Competitie           | Wedstrijd                       | Uitslag |
| - | --------- | ---------------- | -------------------- | ------------------------------- | ------- |
| 1 | Sarajevo  | 16 augustus 2000 | Vriendschappelijk    | Bosnië en Herzegovina – Turkije | 2 – 0   |
| 2 | Sarajevo  | 2 juni 2007      | EK 2008 kwalificatie | Bosnië en Herzegovina – Turkije | 3 – 2   |
| 3 | Istanboel | 21 november 2007 | EK 2008 kwalificatie | Turkije – Bosnië en Herzegovina | 1 – 0   |
| 4 | Istanboel | 11 oktober 2008  | WK 2010 kwalificatie | Turkije – Bosnië en Herzegovina | 2 – 1   |
| 5 | Zenica    | 9 september 2009 | WK 2010 kwalificatie | Bosnië en Herzegovina – Turkije | 1 – 1   |
| 6 | Rize      | 11 oktober 2018  | Vriendschappelijk    | Turkije – Bosnië en Herzegovina | 0 – 0   |

## Samenvatting
| Competitie        | Totaal gespeeld | Winst Bosnië en Her. | Gelijk | Winst Turkije | Doelsaldo Bosnië en Her. – Turkije |
| ----------------- | --------------- | -------------------- | ------ | ------------- | ---------------------------------- |
| WK-kwalificatie   | 2               | 0                    | 1      | 1             | 2 − 3                              |
| EK-kwalificatie   | 2               | 1                    | 0      | 1             | 3 − 3                              |
| Vriendschappelijk | 2               | 1                    | 1      | 0             | 2 − 0                              |
| Totaal            | 6               | 2                    | 2      | 2             | 7 − 6                              |

Wedstrijden bepaald door strafschoppen worden, in lijn met de FIFA, als een gelijkspel gerekend.

## Details

### Eerste ontmoeting
| Bosnië en Herzegovina           | 2 – 0 | Turkije |
| Elvir Bolić 39' Marko Topić 90' | goals |         |

### Tweede ontmoeting
| Bosnië en Herzegovina                                   | 3 – 2 | Turkije                            |
| Zlatan Muslimović 27' Edin Džeko 45' Adnan Čustović 90' | goals | 13' Hakan Şükür 39' Sabri Sarıoğlu |

### Derde ontmoeting
| Turkije           | 1 – 0 | Bosnië en Herzegovina |
| Nihat Kahveci 43' | goals |                       |

### Vierde ontmoeting
| Turkije                          | 2 – 1 | Bosnië en Herzegovina |
| Arda Turan 51' Mevlüt Erdinç 66' | goals | 26' Edin Džeko        |

### Vijfde ontmoeting
| Bosnië en Herzegovina | 1 – 1 | Turkije           |
| Sejad Salihović 25'   | goals | 4' Emre Belözoğlu |